# Nguyên thủ quốc gia Trung Hoa Dân Quốc

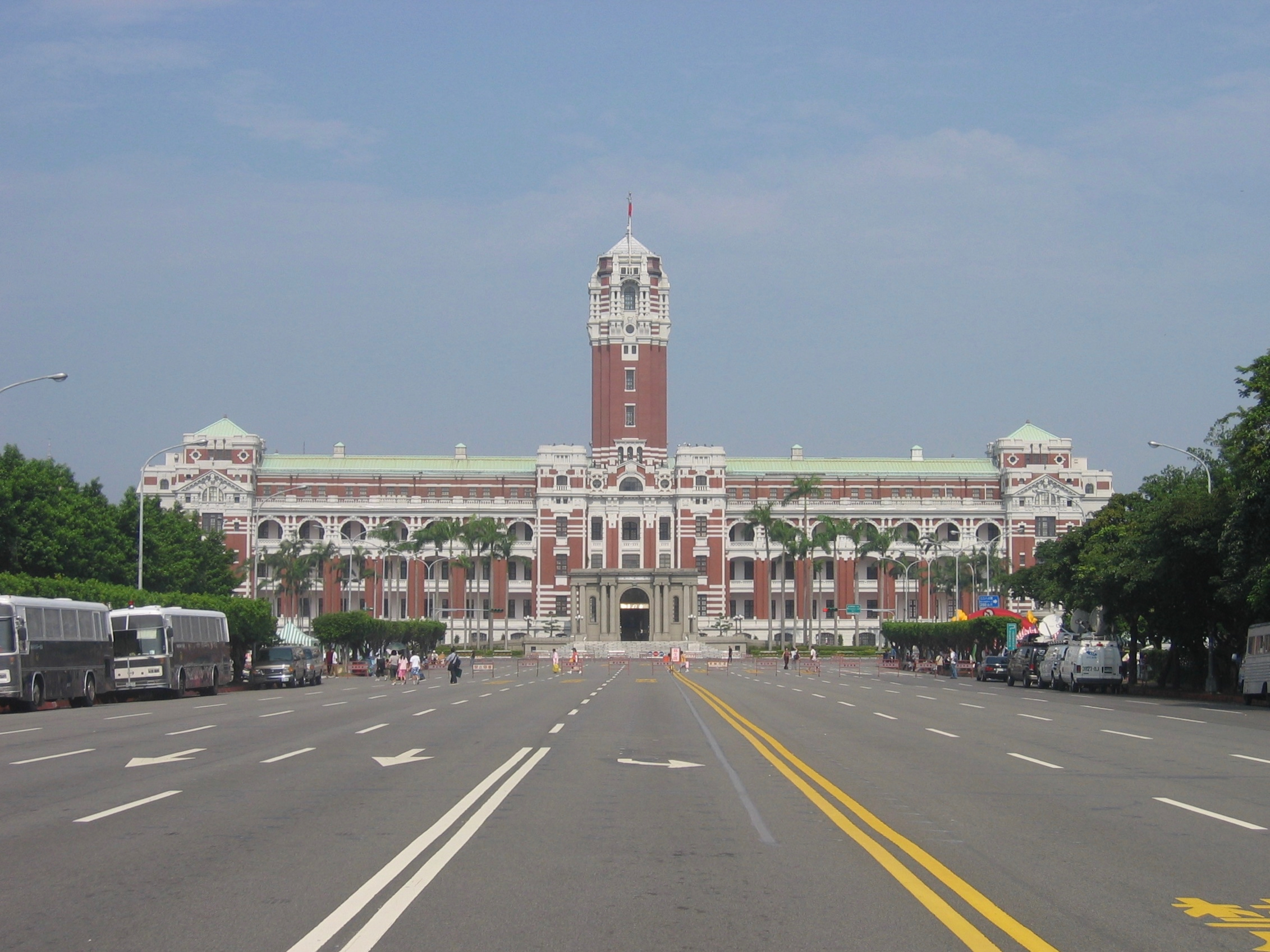
Phủ Tổng thống Trung Hoa Dân quốc nằm ở khu Trung Chính, Đài Bắc.

Kể từ khi chính quyền Trung Hoa Dân Quốc được thành lập năm 1912, danh xưng chính thức của nguyên thủ quốc gia nhiều lần thay đổi qua nhiều thời kỳ. Danh xưng Tổng thống Trung Hoa Dân Quốc (tiếng Trung: 中華民國總統; bính âm Hán ngữ: Zhōnghuá Mínguó Zǒngtǒng; bính âm thông dụng: JhōngHuá MínGuó JǒngTǒng) là danh xưng cho nguyên thủ quốc gia của Trung Hoa Dân Quốc được sử dụng từ năm 1948 đến nay.
Trong giai đoạn chính quyền Trung Hoa Dân Quốc kiểm soát phần lớn lãnh thổ Trung Quốc vào đầu thế kỷ XX, nguyên thủ quốc gia được gọi là Đại Tổng thống Trung Hoa Dân Quốc (1912-1924). Sau đó, Trung Hoa Dân Quốc bước sang giai đoạn Chấp chính Lâm thời (1924-1926) và giai đoạn quân phiệt (1926-1928). Từ năm 1928 đến 1948, vai trò nguyên thủ quốc gia thuộc về chức vụ Chủ tịch Chính phủ Quốc dân Trung Hoa Dân Quốc.
Khi chính quyền này chỉ còn kiểm soát trên thực tế đối với Đài Loan, Bành Hồ, Kim Môn, quần đảo Mã Tổ và các đảo nhỏ khác kể từ năm 1949 (sau thất bại từ cuộc Nội chiến Trung Quốc), chức danh Tổng thống Trung Hoa Dân Quốc được thành lập theo Hiến pháp Trung Hoa Dân Quốc năm 1947.
Ngày nay, ở ngoài lãnh thổ Đài Loan, chức danh trên thường được gọi không chính thức là tổng thống Đài Loan (tiếng Trung: 臺灣總統).

## Danh sách Nguyên thủ Trung Hoa Dân Quốc
Dưới đây là danh sách các cá nhân từng giữ vai trò Nguyên thủ quốc gia Trung Hoa Dân quốc chính thức trên thực tế từ năm 1912 đến thời điểm hiện tại.
| Màu các đảng        |
| ------------------- |
| Không đảng phái     |
| Đồng minh Hội       |
| Bắc Dương quân      |
| Tiến bộ Đảng        |
| Quốc dân Đảng       |
| Dân Tiến Đảng (DPP) |

| Họ tên                                                                                 | Ảnh                                                                         | Tại nhiệm                                                                   | Kết thúc                                                                    | Đảng phái                                                                   | Phó nguyên thủ                                                              | Ghi chú                                                                     |
| Đại Tổng thống Lâm thời Trung Hoa Dân quốc (Chính phủ Lâm thời 1912 - 1913)            | Đại Tổng thống Lâm thời Trung Hoa Dân quốc (Chính phủ Lâm thời 1912 - 1913) | Đại Tổng thống Lâm thời Trung Hoa Dân quốc (Chính phủ Lâm thời 1912 - 1913) | Đại Tổng thống Lâm thời Trung Hoa Dân quốc (Chính phủ Lâm thời 1912 - 1913) | Đại Tổng thống Lâm thời Trung Hoa Dân quốc (Chính phủ Lâm thời 1912 - 1913) | Đại Tổng thống Lâm thời Trung Hoa Dân quốc (Chính phủ Lâm thời 1912 - 1913) | Đại Tổng thống Lâm thời Trung Hoa Dân quốc (Chính phủ Lâm thời 1912 - 1913) |
| -------------------------------------------------------------------------------------- | --------------------------------------------------------------------------- | --------------------------------------------------------------------------- | --------------------------------------------------------------------------- | --------------------------------------------------------------------------- | --------------------------------------------------------------------------- | --------------------------------------------------------------------------- |
| Tôn Trung Sơn (孫中山)                                                                 |                                                                             | 1 tháng 1, 1912                                                             | 1 tháng 4, 1912                                                             | Đồng Minh Hội                                                               | Lê Nguyên Hồng                                                              | -                                                                           |
| Viên Thế Khải (袁世凱)                                                                 |                                                                             | 10 tháng 3, 1912                                                            | 10 tháng 10, 1913                                                           | Bắc Dương Quân Đảng Cộng hòa                                                | Lê Nguyên Hồng                                                              | -                                                                           |
| Đại Tổng thống Trung Hoa Dân quốc (Chính phủ Bắc Dương 1913 - 1928)                    |                                                                             |                                                                             |                                                                             |                                                                             |                                                                             |                                                                             |
| Viên Thế Khải (袁世凱)                                                                 |                                                                             | 10 tháng 10, 1913                                                           | 6 tháng 6, 1916                                                             | Bắc Dương Quân Đảng Cộng hòa                                                | Lê Nguyên Hồng                                                              | 1                                                                           |
| Lê Nguyên Hồng (黎元洪)                                                                |                                                                             | 7 tháng 6, 1916                                                             | 14 tháng 7, 1917                                                            | Đảng Tiến bộ                                                                | Phùng Quốc Chương                                                           | 1                                                                           |
| Phùng Quốc Chương (馮國璋)                                                             |                                                                             | 6 tháng 7, 1917                                                             | 10 tháng 10, 1918                                                           | Trực Lệ Quân                                                                | trống                                                                       | 1                                                                           |
| Từ Thế Xương (徐世昌)                                                                  |                                                                             | 10 tháng 10, 1918                                                           | 2 tháng 6, 1922                                                             | An Huy Quân                                                                 | trống                                                                       | 2                                                                           |
| Chu Tự Tề (周自齊) (quyền)                                                             |                                                                             | 2 tháng 6, 1922                                                             | 11 tháng 6, 1922                                                            | -                                                                           | trống                                                                       | 2                                                                           |
| Lê Nguyên Hồng                                                                         |                                                                             | 11 tháng 6, 1922                                                            | 13 tháng 6, 1923                                                            | Đảng Tiến bộ                                                                | trống                                                                       | 2                                                                           |
| Cao Lăng Úy (高凌霨) (quyền)                                                           |                                                                             | 13 tháng 6, 1923                                                            | 10 tháng 10, 1923                                                           | -                                                                           | trống                                                                       | 2                                                                           |
| Tào Côn (曹錕)                                                                         |                                                                             | 10 tháng 10, 1923                                                           | 2 tháng 11, 1924                                                            | Trực Lệ Quân                                                                | trống                                                                       | 3                                                                           |
| Hoàng Phu (黃郛) (quyền)                                                               |                                                                             | 3 tháng 11, 1924                                                            | 24 tháng 11, 1924                                                           | Quốc Dân Đảng                                                               | trống                                                                       | 3                                                                           |
| Chấp chính lâm thời Trung Hoa Dân quốc (Chính phủ Bắc Dương)                           |                                                                             |                                                                             |                                                                             |                                                                             |                                                                             | 3                                                                           |
| Đoàn Kỳ Thụy (段祺瑞) (quyền)                                                          |                                                                             | 24 tháng 11, 1924                                                           | 20 tháng 4, 1926                                                            | An Huy quân                                                                 | trống                                                                       | 3                                                                           |
| Hồ Duy Đức (胡惟德) (quyền)                                                            |                                                                             | 20 tháng 4, 1926                                                            | 13 tháng 5, 1926                                                            | -                                                                           | trống                                                                       | 3                                                                           |
| Đại Tổng thống Trung Hoa Dân quốc (Chính phủ Bắc Dương)                                |                                                                             |                                                                             |                                                                             |                                                                             |                                                                             | 3                                                                           |
| Nhan Huệ Khánh (顏惠慶) (quyền)                                                        |                                                                             | 13 tháng 5, 1926                                                            | 22 tháng 6, 1926                                                            | -                                                                           | trống                                                                       |                                                                             |
| Đỗ Tích Khuê (杜鍚圭) (quyền)                                                          |                                                                             | 22 tháng 6, 1926                                                            | 11 tháng 10, 1926                                                           | Trực hệ Quân phiệt                                                          | trống                                                                       |                                                                             |
| Cố Duy Quân (顧維鈞) (quyền)                                                           |                                                                             | 1 tháng 10, 1926                                                            | 18 tháng 6, 1927                                                            | Quốc Dân Đảng                                                               | trống                                                                       |                                                                             |
| Đại nguyên soái Hải Lục quân Trung Hoa Dân quốc (Chính phủ Bắc Dương)                  |                                                                             |                                                                             |                                                                             |                                                                             |                                                                             |                                                                             |
| Trương Tác Lâm (張作霖)                                                                |                                                                             | 18 tháng 6, 1927                                                            | 2 tháng 6, 1928                                                             | Tây Bắc quân                                                                | trống                                                                       |                                                                             |
| Chủ tịch Uỷ ban Chính phủ Quốc dân Trung Hoa Dân Quốc (Chính phủ Quốc dân 1928 - 1948) |                                                                             |                                                                             |                                                                             |                                                                             |                                                                             |                                                                             |
| Đàm Diên Khải (譚延闓)                                                                 |                                                                             | 7 tháng 2, 1928                                                             | 10 tháng 10, 1928                                                           | Quốc Dân Đảng                                                               | trống                                                                       |                                                                             |
| Tưởng Giới Thạch (蔣介石)                                                              |                                                                             | 10 tháng 10, 1928                                                           | 15 tháng 12, 1931                                                           | Quốc Dân Đảng                                                               | trống                                                                       |                                                                             |
| Lâm Sâm (林森)                                                                         |                                                                             | 15 tháng 12, 1931                                                           | 1 tháng 8, 1943                                                             | Quốc Dân Đảng                                                               | trống                                                                       |                                                                             |
| Tưởng Giới Thạch (蔣介石)                                                              |                                                                             | 1 tháng 6, 1943                                                             | 20 tháng 5, 1948                                                            | Quốc Dân Đảng                                                               | trống                                                                       |                                                                             |
| Tổng thống Trung Hoa Dân quốc (từ sau khi Hiến pháp năm 1947 có hiệu lực đến nay)      |                                                                             |                                                                             |                                                                             |                                                                             |                                                                             |                                                                             |
| Tưởng Giới Thạch (蔣介石)                                                              |                                                                             | 20 tháng 5, 1948                                                            | 21 tháng 1, 1949                                                            | Quốc Dân Đảng                                                               | Lý Tông Nhân                                                                | 1                                                                           |
| Lý Tông Nhân (李宗仁) (quyền)                                                          |                                                                             | 21 tháng 1, 1949                                                            | 1 tháng 3, 1950                                                             | Quốc Dân Đảng                                                               | trống                                                                       | 1                                                                           |
| Tưởng Giới Thạch                                                                       |                                                                             | 1 tháng 3, 1950                                                             | 5 tháng 4, 1975                                                             | Quốc Dân Đảng                                                               | Lý Tông Nhân                                                                | 1                                                                           |
| Tưởng Giới Thạch                                                                       | Trần Thành trống                                                            | 1 tháng 3, 1950                                                             | 5 tháng 4, 1975                                                             | Quốc Dân Đảng                                                               | 2                                                                           |                                                                             |
| Tưởng Giới Thạch                                                                       | Trần Thành trống                                                            | 1 tháng 3, 1950                                                             | 5 tháng 4, 1975                                                             | Quốc Dân Đảng                                                               | 3                                                                           |                                                                             |
| Tưởng Giới Thạch                                                                       | Nghiêm Gia Cam                                                              | 1 tháng 3, 1950                                                             | 5 tháng 4, 1975                                                             | Quốc Dân Đảng                                                               | 4                                                                           |                                                                             |
| Tưởng Giới Thạch                                                                       | Nghiêm Gia Cam                                                              | 1 tháng 3, 1950                                                             | 5 tháng 4, 1975                                                             | Quốc Dân Đảng                                                               | 5                                                                           |                                                                             |
| Nghiêm Gia Cam (嚴家淦)                                                                |                                                                             | 5 tháng 4, 1975                                                             | 20 tháng 5, 1978                                                            | Quốc Dân Đảng                                                               | trống                                                                       |                                                                             |
| Tưởng Kinh Quốc (蔣經國)                                                               |                                                                             | 20 tháng 5, 1978                                                            | 13 tháng 1, 1988                                                            | Quốc Dân Đảng                                                               | Ta Đông Mân                                                                 | 6                                                                           |
| Tưởng Kinh Quốc (蔣經國)                                                               | Lý Đăng Huy                                                                 | 20 tháng 5, 1978                                                            | 13 tháng 1, 1988                                                            | Quốc Dân Đảng                                                               | 7                                                                           |                                                                             |
| Lý Đăng Huy (李登輝)                                                                   |                                                                             | 13 tháng 1, 1988                                                            | 20 tháng 5, 2000                                                            | Quốc Dân Đảng                                                               | 7                                                                           | trống                                                                       |
| Lý Đăng Huy (李登輝)                                                                   | Lý Nguyên Thốc                                                              | 13 tháng 1, 1988                                                            | 20 tháng 5, 2000                                                            | Quốc Dân Đảng                                                               | 8                                                                           |                                                                             |
| Lý Đăng Huy (李登輝)                                                                   | Liên Chiến                                                                  | 13 tháng 1, 1988                                                            | 20 tháng 5, 2000                                                            | Quốc Dân Đảng                                                               | 9                                                                           |                                                                             |
| Trần Thủy Biển (陳水扁)                                                                |                                                                             | 20 tháng 5, 2000                                                            | 20 tháng 5, 2008                                                            | Đảng Dân Tiến                                                               | Lữ Tú Liên                                                                  | 10                                                                          |
| Trần Thủy Biển (陳水扁)                                                                | 11                                                                          | 20 tháng 5, 2000                                                            | 20 tháng 5, 2008                                                            | Đảng Dân Tiến                                                               | Lữ Tú Liên                                                                  |                                                                             |
| Mã Anh Cửu (馬英九)                                                                    |                                                                             | 20 tháng 5, 2008                                                            | 20 tháng 5, 2016                                                            | Quốc Dân Đảng                                                               | Tiêu Vạn Trường                                                             | 12                                                                          |
| Mã Anh Cửu (馬英九)                                                                    | Ngô Đôn Nghĩa                                                               | 20 tháng 5, 2008                                                            | 20 tháng 5, 2016                                                            | Quốc Dân Đảng                                                               | 13                                                                          |                                                                             |
| Thái Anh Văn (蔡英文)                                                                  |                                                                             | 20 tháng 5, 2016                                                            | 20 tháng 5, 2024                                                            | Đảng Dân Tiến                                                               | Trần Kiến Nhân                                                              | 14                                                                          |
| Thái Anh Văn (蔡英文)                                                                  | Lại Thanh Đức                                                               | 20 tháng 5, 2016                                                            | 20 tháng 5, 2024                                                            | Đảng Dân Tiến                                                               | 15                                                                          |                                                                             |
| Lại Thanh Đức (賴清德)                                                                 |                                                                             | 20 tháng 5, 2024                                                            | đương nhiệm                                                                 | Đảng Dân Tiến                                                               | Tiêu Mỹ Cầm                                                                 | 16                                                                          |